# کینالی‌چام (یوسف‌علی)
کینالی‌چام (به ترکی استانبولی: Kınalıçam، به ارمنی: Աշմեշեն) یک منطقهٔ مسکونی در ترکیه است که در یوسف‌علی واقع شده‌است. کینالی‌چام ۴۸۸ نفر جمعیت دارد.